# Marie-Léonie Paradis
Marie-Léonie Paradis (Saint-Jean-sur-Richelieu, 12 maggio 1840 – Sherbrooke, 3 maggio 1912) è stata una religiosa canadese, fondatrice delle Piccole suore della Sacra Famiglia di Sherbrooke.

## Biografia
Nata da una famiglia di illustri tradizione religiose, studiò presso le Suore della Congregazione di Nostra Signora: entrò come religiosa tra le Suore marianite di Santa Croce e fu insegnante in numerose scuole della sua congregazione.
Mentre era assegnata al collegio di Notre Dame, nell'Indiana, venne richiamata in Canada per iniziare alla vita religiosa una comunità di suore che il suo antico direttore spirituale, Camille Lefebvre, aveva riunito per il servizio presso il collegio di Saint-Joseph, da lui fondato a Memramcook, nel Nuovo Brunswick.
La comunità avviata dalla Paradis si rese indipendente dalla congregazione madre delle marianite e si stabilì a Sherbrooke, dove ottenne il riconoscimento vescovile. L'istituto, detto delle Piccole Suore della Sacra Famiglia, si sviluppò rapidamente e divenne una delle più fiorenti del Canada.
Morì a causa di un tumore maligno: la sua salma, riesumata nel 1935, venne traslata nella cappella della casa madre della sua congregazione.

## Il culto
La sua causa di canonizzazione venne introdotta nel 1966: dichiarata venerabile nel 1981, è stata proclamata beata da papa Giovanni Paolo II a Montréal l'11 settembre 1984, in occasione del viaggio apostolico del pontefice in Canada.
Il 24 gennaio 2024 papa Francesco ha riconosciuto il secondo miracolo ai fini della canonizzazione. Marie‑Léonie Paradis è stata proclamata santa il 20 ottobre 2024..
La sua memoria liturgica ricorre il 3 maggio.